# Lista de episódios de Jovens Demais
Esta é uma lista de episódios de Jovens Demais, uma série de drama policial, criado por Allan Santos e Ítalo Menezes, que conta a história de oito jovens que lidam com várias dificuldades no dia a dia, tais como amor não correspondido, intrigas, confusões e muito mais no bairro Paraíso e no Colégio Opção.
Atenção: As sinopses a seguir podem conter Spoilers sobre o que irá acontecer nos episódios.

## Resumo da série
| Temporadas | Episódios | Data de exibição    | Data de término | Horário exibido | Posição |
| ---------- | --------- | ------------------- | --------------- | --------------- | ------- |
| 01         | -         | 30 de Abril de 2012 | -               | 20h45           | -       |

## 01
| N.º | Título em Português | Exibição original   |
| --- | ------------------- | ------------------- |
| 01  | "Uma nova manhã"    | 30 de Abril de 2012 |
| 02  | "-"                 | -                   |
| 03  | "-"                 | -                   |